# Mecanizado

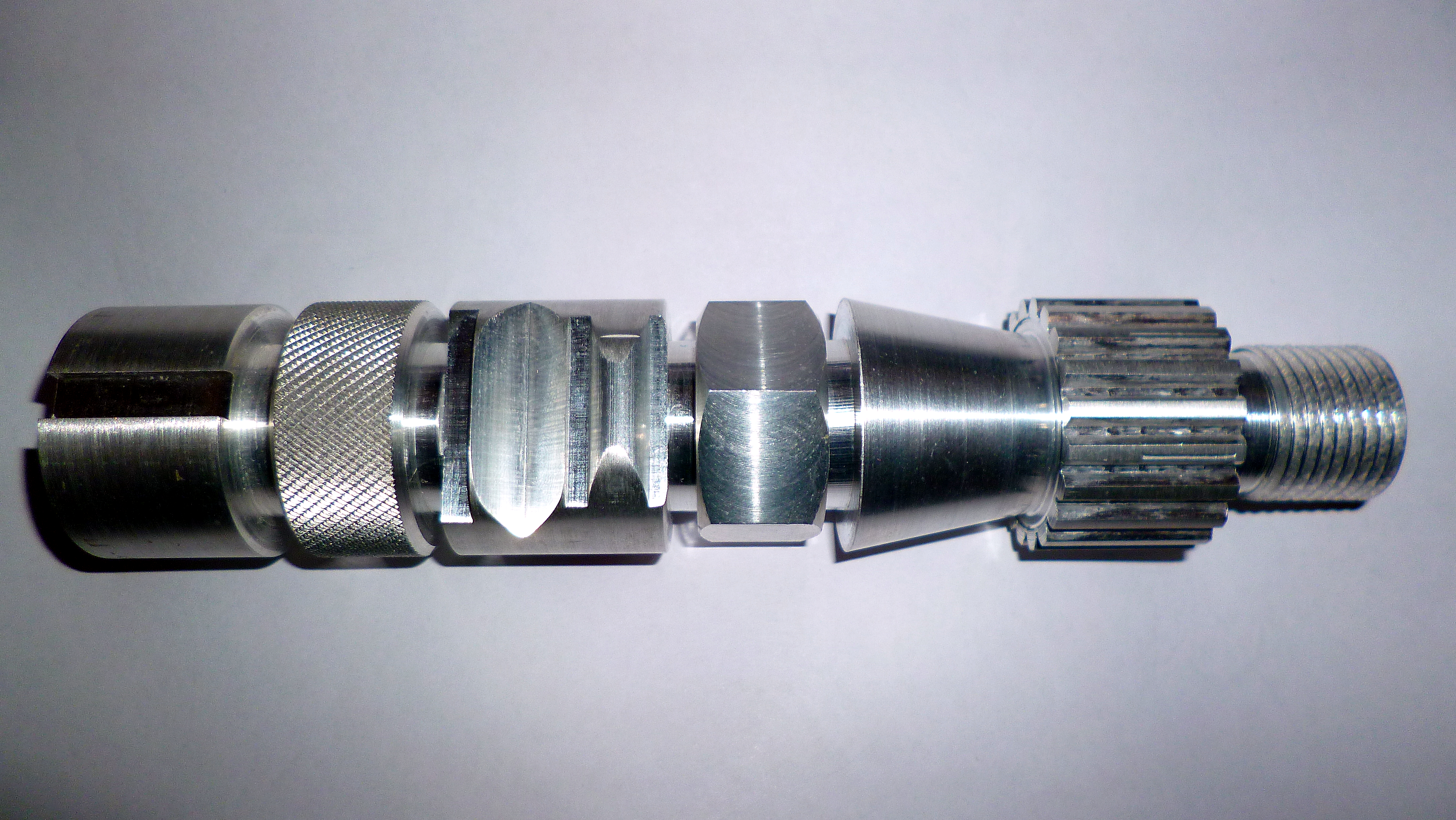
Barra de aluminio mecanizada.

El mecanizado es un proceso de fabricación que comprende un conjunto de operaciones de conformación de piezas mediante la eliminación de material, ya sea por arranque de viruta o por abrasión. También en algunas zonas de América del Sur es utilizado el término maquinado, aunque, debido al doble sentido que puede tener este término (urdir o tramar algo), convendría usar el primero.
Se realiza a partir de productos semielaborados como lingotes, tochos u otras piezas previamente conformadas por otros procesos como moldeo o forja. Los productos obtenidos pueden ser finales o semielaborados que requieran operaciones posteriores. La máquina y herramienta más utilizada en este proceso de fabricación es el torno. 

## Mecanizado sin arranque de viruta
Todas las piezas metálicas, excepto las fundidas, en algún momento de su fabricación han estado sometidas a una operación al menos de conformado de metales, y con frecuencia se necesitan varias operaciones diferentes. Así, el acero que se utiliza en la fabricación de tubos para la construcción de sillas se forja, se lamina en caliente varias veces, se lamina en frío hasta transformarlo en chapa, se corta en tiras, se le da en frío la forma tubular, se suelda, se maquina en soldadura y, a veces, también se estira en frío. Esto, aparte de todos los tratamientos subsidiarios. La teoría del conformado de metales puede ayudar a determinar la forma de utilizar las máquinas de la manera más eficiente posible, así como a mejorar la productividad. el mecanizado comprende una pieza final de gran resistencia.

## Mecanizado por abrasión

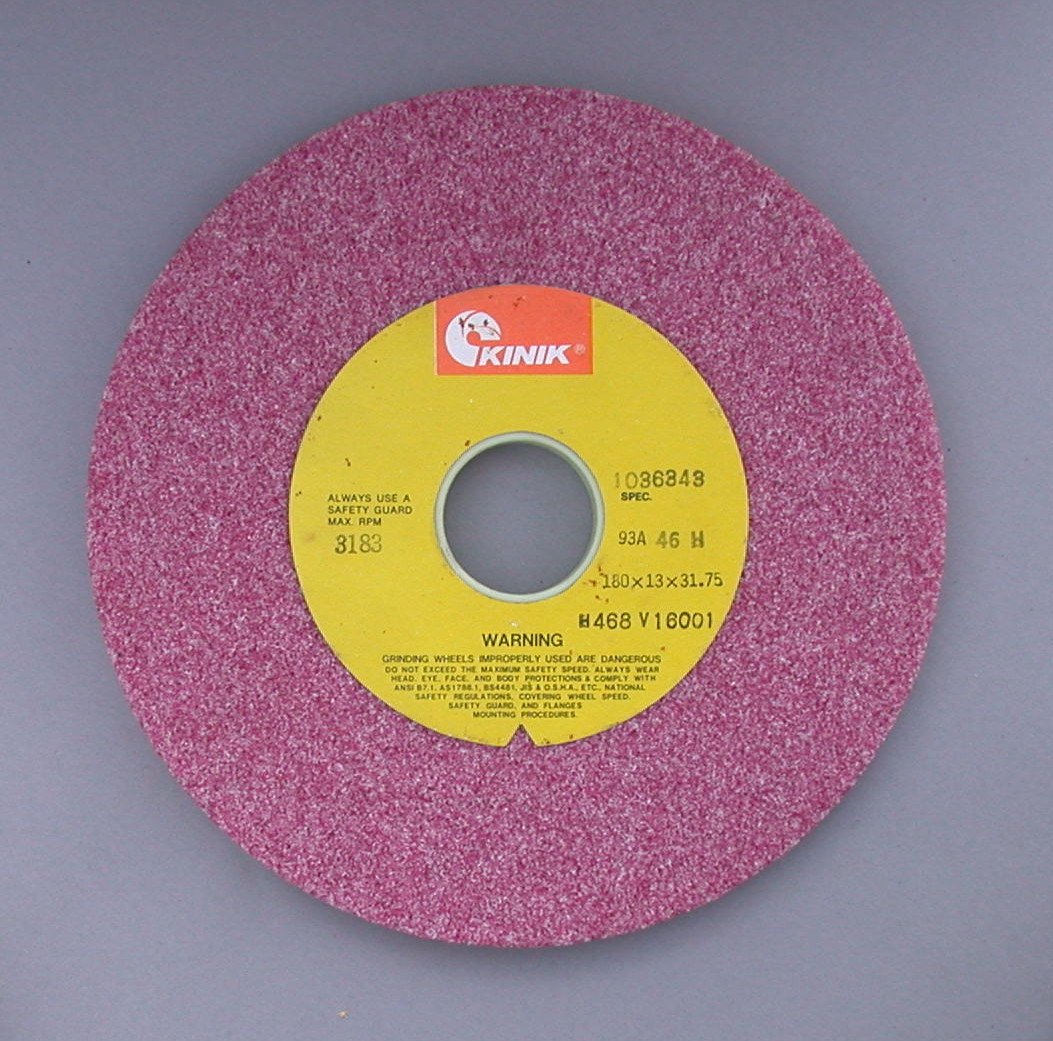
Muela abrasiva.

La abrasión es la eliminación de material desgastando la pieza en pequeñas cantidades, desprendiendo partículas de material, en muchos casos, incandescente. Este proceso se realiza por la acción de una herramienta característica, la muela abrasiva. En este caso, la herramienta (muela) está formada por partículas de material abrasivo muy duro unidas por un aglutinante (un aglutinante puede ser descrito como un aditivo capaz de aglomerar un material y que puede producir una resistencia entre los enlaces del mismo). Esta forma de eliminar material rayando la superficie de la pieza, necesita menos fuerza para eliminar material apretando la herramienta contra la pieza, por lo que permite que se puedan dar pasadas de mucho menor espesor. La precisión que se puede obtener por abrasión y el acabado superficial pueden ser muy buenos pero los tiempos productivos son muy prolongados.

## Mecanizado por arranque de viruta

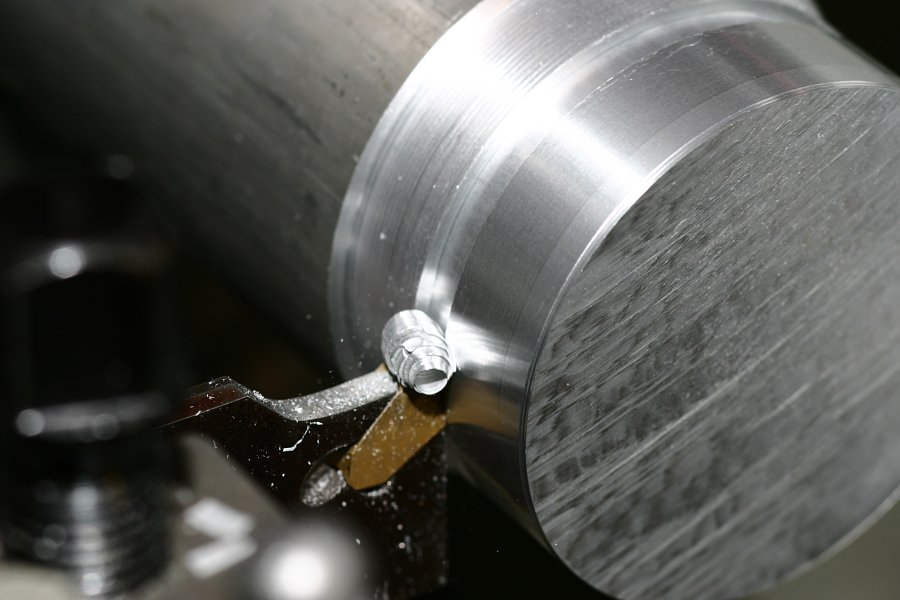
Arranque de viruta.

El material es arrancado o cortado con una herramienta dando lugar a un desperdicio o viruta. La herramienta consta, generalmente, de uno o varios filos o cuchillas que separan la viruta de la pieza en cada pasada. En el mecanizado por arranque de viruta se dan procesos de desbaste (eliminación de mucho material con poca precisión; proceso intermedio) y de acabado (eliminación de poco material con mucha precisión; proceso final cuyo objetivo es el de dar el acabado superficial que se requiera a las distintas superficies de la pieza). Sin embargo, tiene una limitación física: no se puede eliminar todo el material que se quiera porque llega un momento en que el esfuerzo para apretar la herramienta contra la pieza es tan liviano que la herramienta no penetra y no se llega a extraer viruta.

### Movimientos de corte
En el proceso de mecanizado por arranque de material intervienen dos movimientos:
1. Movimiento principal: es el responsable de la eliminación del material.
2. Movimiento de avance: es el responsable del arranque continuo del material, marcando la trayectoria que debe seguir la herramienta en tal fin.

Cada uno de estos dos movimientos lo puede tener la pieza o la herramienta según el tipo de mecanizado.

### Mecanizado manual
Es el realizado por una persona con herramientas exclusivamente manuales: sierra, lima, cincel, buril (electroerosión); en estos casos el operario maquina la pieza utilizando alguna de estas herramientas, empleando para ello su destreza y fuerza.

### Mecanizado con máquina-herramienta
El mecanizado se hace mediante una máquina herramienta, manual, semiautomática o automática, pero el esfuerzo de mecanizado es realizado por un equipo mecánico, con los motores y mecanismos necesarios. Las máquinas herramientas de mecanizado clásicas son:
- Taladro: La pieza es fijada sobre la mesa del taladro, la herramienta, llamada broca, realiza el movimiento de corte giratorio y de avance lineal, realizando el mecanizado de un agujero o taladro teóricamente del mismo diámetro que la broca y de la profundidad deseada.

- Limadora: esta máquina herramienta realiza el mecanizado con una cuchilla montada sobre el porta herramientas del carnero, que realiza un movimiento lineal de corte, sobre una pieza fijada la mesa, que tiene el movimiento de avance perpendicular al movimiento de corte.

- Mortajadora : máquina que arranca material linealmente del interior de un agujero. El movimiento de corte lo efectúa la herramienta y el de avance la mesa donde se monta la pieza a mecanizar.

- Cepilladora: de mayor tamaño que la limadora, tiene una mesa deslizante sobre la que se fija la pieza y que realiza el movimiento de corte deslizándose longitudinalmente, la cuchilla montada sobre un puente sobre la mesa se desplaza transversalmente en el movimiento de avance.

- Brochadora : Máquina en la que el movimiento de corte lo realiza una herramienta brocha de múltiples filos progresivos que van arrancando material de la pieza con un movimiento lineal.

- Torno: el torno es la máquina herramienta de mecanizado más difundida, éstas son en la industria las de uso más general, la pieza se fija en el plato del torno, que realiza el movimiento de corte girando sobre su eje, la cuchilla realiza el movimiento de avance eliminando el material en los sitios precisos.
- Torno multi-tarea: Esta máquina permite el mecanizado en múltiples ejes integrando, tanto operaciones de torneado (cilindrado, refrentado, taladrado, ...) y operaciones de fresado. Además, suele disponer de doble husillo, con lo que la pieza, realizando una operación de transferencia entre los husillos, sale totalmente acabada.
- Fresadora: en la fresadora el movimiento de corte lo tiene la herramienta; que se denomina fresa, girando sobre su eje, el movimiento de avance lo tiene la pieza, fijada sobre la mesa de la fresadora que realiza este movimiento. Es junto al torno la máquina herramienta más universal y versátil.

Desde hace ya tiempo, la informática aplicada a la automatización industrial, ha hecho que la máquina-herramienta evolucione hacia el control numérico. Así pues hablamos de centros de mecanizado de 5 ejes y tornos multifunción, que permiten obtener una pieza compleja, totalmente terminada, partiendo de un tocho o de una barra de metal y todo ello en un único amarre.
Estas máquinas con control numérico, ofrecen versatilidad, altas capacidades de producción y preparación, ofreciendo altísima precisión del orden de micras.

## Economía del mecanizado

Gráfico aproximado en escalas logarítmicas del coste del mecanizado en función del número de piezas por mecanizar por lote.
Máquinas tradicionales.
Máquinas de control numérico.
Máquinas especiales o de transferencia (transfert).

Los costes de producción de una serie de piezas en una máquina-herramienta se dividen en unos costes fijos y unos costes por unidad de producción.
{\displaystyle C(n)=C_{f}(n)+c_{o}*n}
donde C (n) es el coste de producción de una serie de n piezas, Cf (n) es el coste no productivo del proceso para n piezas, co es el coste unitario de operación y n es el número de piezas producido. El valor de estas variables depende del número de piezas de la serie.
Atendiendo a los tiempos del proceso, el coste de producción puede analizarse mediante la siguiente expresión:
{\displaystyle C=C_{h}*t_{np}+C_{h}*t_{op}+\left(C_{f}+C_{h}*t_{rf}\right)*\left({t_{m} \over T}\right)}
donde Ch es el coste horario, incluyendo el coste de la mano de obra directa, amortización de instalaciones, mantenimiento, etc; tnp es el tiempo no productivo, que incluye los tiempos de preparación de la máquina (tiempo de fase); top es el tiempo de operación, Cf es el coste de los filos de corte, que es el coste de las plaquitas en caso de utilizar plaquitas intercambiables, o el coste de toda la herramienta en el caso de herramientas enterizas; trf es el tiempo de reposición de los filos de corte; tm es el tiempo de maquinado, es decir, el tiempo durante el cual la herramienta está cortando; y T es la duración o tiempo de vida de la herramienta.
El coste horario será mayor cuanto mayor sea el coste de amortización de la máquina y la cualificación de la mano de obra. Los procesos que utilizan máquinas-herramienta de control numérico tienen un coste horario superior a los procesos que utilizan máquinas convencionales, pero inferior a los procesos que utilizan máquinas especiales, como las máquinas de transferencia (transfert). En el mismo sentido, los tiempos de preparación para un lote son mayores en una máquina de control numérico que en una máquina convencional, pues se necesita preparar la programación de control numérico de las operaciones del proceso.
Los tiempos de operación  son menores en una máquina de control numérico que en una máquina convencional, por lo cual, a partir de cierto número de piezas en un lote, el maquinado es más económico utilizando el control numérico. Sin embargo, para lotes grandes, el proceso es más económico utilizando máquinas especiales, como las máquinas de transferencia.